# Дедоломітизація
Дедоломітизація (англ. dedolomitisation, нім. Dedolomitisierung f, рос. дедоломитизация) — зміна доломітів, яка веде до часткового або повного виносу магніїстого карбонату.
Хімічна реакція:
CaMg(CO3)2 + Ca(OH)2 → 2CaCO3 + Mg(OH)2